# Чижиков, Давид Михайлович
Дави́д Миха́йлович Чи́жиков (5 [17] ноября 1895, Новая Прилука, Бердичевский уезд, Киевская губерния, Российская империя (ныне село в Липовецком районе Винницкой области Украины) — 24 августа 1974, Москва, РСФСР, СССР) — советский учёный-металлург, один из основателей отечественной цветной металлургии. Доктор технических наук (1937), профессор (1934), член-корреспондент АН СССР (1939). Дважды лауреат Сталинской премии (1942, 1951). Основные труды посвящены разработке теории и технологии новых процессов получения цветных и редких металлов.

## Биография

### Ранние годы, учёба, военная служба (1895—1920)
Д. М. Чижиков родился в местечке Новая Прилука Бердичевского уезда Киевской губернии (ныне Липовецкий  район Винницкой области Украины). Его отец был служащим на сахарном заводе в соседнем местечке Турбове. В 1915 г. Д. М. Чижиков окончил гимназию в Жмеринке и поступил на естественное отделение физико-математического факультета Киевского университета. Во время учёбы в гимназии и университете Чижиков зарабатывал на жизнь частными уроками. Весной 1916 г. был мобилизован, служил в армии рядовым до февраля 1917 г., после чего вернулся в университет. В мае 1919 г. добровольно вступил в Красную Армию, откуда в ноябре 1920 г. был откомандирован для продолжения учёбы в Московскую горную академию.

### Начало инженерной деятельности (1920—1930)
В 1924 г. окончил Московскую горную академию, получив квалификацию инженера-металлурга по специальности «Цветные и редкие металлы». В 1924—1926 гг. работал на Московском медеэлектролитном заводе мастером, затем начальником медеплавильного и электролитного цеха. В 1926—1928 гг. — начальник металлургического отдела на Свинцово-цинковом заводе во Владикавказе. В 1928—1930 был старшим инженером по проектированию и строительству Константиновского цинкового завода в Донбассе (ныне «Укрцинк»). Этот завод стал первым предприятием цветной металлургии, построенным в СССР. В 1928 г. Чижиков был командирован в США для ознакомления с заводами цветной металлургии. В ходе поездки выступил с докладом «Гидрометаллургия свинца» в Американском химическом обществе (секция штата Юта).

### Организационная деятельность (1930—1933)
В 1930 г. принимал участие в организации НИИ цветной металлургии (Гинцветмет) в Москве и был его первым директором. В 1930 г. совершил поездку по заводам цветной металлургии Германии и США. Работал заместителем председателя, затем — председателем Научно-технического совета Главцветметзолота (1932—1934). Был редактором журнала «Цветные металлы» (1932—1933).

### Преподавательская работа (1933—1941)
В 1933—1941 гг. — в Московском институте цветных металлов и золота: профессор кафедры металлургии тяжёлых цветных металлов (1934), заведующий организованной им кафедрой свинца, цинка и малых металлов, декан металлургического факультета (1935—1936). 

### В Академии наук (1939—1974)
В 1939 г. был избран членом-корреспондентом АН СССР по Отделению технических наук (металлургия) и начал работать в только что организованном Институте металлургии им. А. А. Байкова АН СССР (ИМЕТ), был заведующим отделом цветной металлургии и заведующим лабораторией редких и цветных металлов

#### В Уральском филиале АН СССР (1941—1944)
В 1941—1943 гг. вместе с ИМЕТ был в эвакуации в Свердловске, где содействовал освоению новых технологических процессов для производства оборонной продукции на предприятиях Урала. Находясь в Свердловске участвовал в работе Комиссии по мобилизации ресурсов Урала на нужды обороны.

«Комиссия Академии наук СССР под руководством члена-корреспондента Д. М. Чижикова, изучив работу отдельных агрегатов и цехов двух крупнейших уральских заводов, разработала мероприятия, обеспечивающие получение в текущем году никеля, меди и серы в два раза больше, чем в 1941 году, при наличном оборудовании этих предприятий».
— Сводка Совинформбюро. Утреннее сообщение 29 января 1942 г.

### Биографическая хронология
- 1924: окончил Московскую горную академию;
- с 1931: директор Центрального научно-исследовательского института цветной металлургии (Гинцветмет);
- 1933—1941: преподавал в Московском институте цветных металлов и золота;
- !934: утверждён в учёном звании «профессор»;
- 1934—1941: заведующий кафедрой металлургии свинца, цинка и малых металлов;
- 1935—1936: декан металлургического факультета;
- 1936: защитил диссертацию;
- 1937: утверждён в ученой степени доктора технических наук;
- 1939: избран членом-корреспондентом АН СССР по Отделению технических наук (металлургия);
- 1939—1974: заведующий отделом металлургии цветных и редких металлов (после реорганизаций — лаборатория гидроэлектрометаллургии и электротермии цветных и редких металлов, лаборатория физико-химических основ металлургии цветных и редких металлов) Института металлургии АН СССР.[10].

Похоронен на Востряковском еврейском кладбище.

### Семья
Жена — Мария Моисеевна Уманская, сын — Александр Давидович Чижиков (1946—1994).

## Научная деятельность
Под руководством профессора Д. М. Чижикова было подготовлено более 50 кандидатов и докторов технических наук. Он — автор 30 изобретений.

## Награды и премии
- Орден Октябрьской Революции (1971)
- Орден Трудового Красного Знамени (1945)
- Орден «Знак Почёта» (1951)
- Медаль «За доблестный труд. В ознаменование 100-летия со дня рождения Владимира Ильича Ленина» (1970)
- Медаль «За доблестный труд в Великой Отечественной войне 1941-1945 гг.» (1946)
- Медаль «В память 800-летия Москвы» (1948)
- Сталинская премия I степени (10 апреля 1942) — за работу «О развитии народного хозяйства Урала в условиях войны»
- Сталинская премия III степени (1951) — за создание отечественной технологии получения олова высших марок
- Знак «Отличник соцсоревнования цветной металлургии» [13]

## Научные труды
Д. М. Чижиковым опубликовано более 350 научных работ, в числе которых 14 монографий (4 из них переизданы на английском языке за рубежом – в США и Великобритании). Им получено около 30 авторских свидетельств на изобретения в области цветной металлургии. 

### Монографии
Чижиков Д. М. Хлорный метод переработки полиметаллических руд и концентратов. — М.; Л.: ОНТИ, 1936. — 224 с.
Чижиков Д. М. Металлургия цинка (учебное пособие для втузов). — М.; Л.: ГОНТИ, 1938. — 456 с.
Чижиков Д. М. Рафинирование свинца (учебное пособие для втузов). — М.; Л.: ГОНТИ, 1938.
Чижиков Д. М., Френц Г. С. Хлорный метод переработки оловянных руд и концентратов. — М.; Л.: Изд-во АН СССР, 1941. — 76 с.
Чижиков Д. М. Металлургия свинца (учебник для вузов). — М.: Металлургиздат, 1944. — 398 с.
Чижиков Д. М. Металлургия тяжёлых цветных металлов. — М.; Л.: Изд-во АН СССР, 1948. — 1056 с.
Чижиков Д. М. Кадмий. — М.: Изд-во АН СССР, 1962. — 228 с.
Чижиков Д. М., Френц Г. С., Трацевицкая Б. Я. Хлоридная металлургия олова. — М.: Изд-во АН СССР, 1962. — 114 с.
Чижиков Д. М., Гуляницкая З. Ф., Гурович H. A., Китлер И. Н. Гидроэлектрометаллургия сульфидных сплавов и штейнов. — М.: Изд-во АН СССР, 1962. — 204 с.
Чижиков Д. М., Счастливый В. П. Селен и селениды. — М.: Наука, 1964. — 321 с.
Чижиков Д. М., Счастливый В. П. Теллур и теллуриды. — М.: Наука, 1966. — 278 с.
Чижиков Д. М. Кадмий. — 2-е изд.. — М.: Наука, 1967. — 245 с.
Казенас Е. К., Чижиков Д. М. Давление и состав пара над окислами химических элементов. — М.: Наука, 1976. — 342 с.
Чижиков Д.М., Гуляницкая З.Ф., Плигинская JI.B., Субботина Е.А. Электрометаллургия медно-никелевых сульфидных сплавов в водных растворах. — М.: Наука, 1977. — 263 с.

#### Зарубежные издания
Chizhikov D. M. Cadmium. — New York: Pergamon Press, 1966. — 263 с.
Chizhikov D. M., Ščastlivij V. P. Selenium and Selenides. — Wellingborough: Collet's, 1968. — 403 с.
Chizhikov D. M., Schastlivyĭ V. P. Tellurium and the tellurides. — Wellingborough: Collet's, 1970. — 297 с.

### Избранные статьи
Чижиков Д. М., Севрюков Н. Н. Непрерывное рафинирование цинка ректификацией // Изв. АН СССР. ОТН : журн. — 1941. — № 9. — С. 89—97.
Исматов Х. Р., Чижиков Д. М. Комплексный азотно-кислотный метод переработки ангренских глин с получением глинозема и аммиачной селитры // Узб. хим. журнал. — 1960. — № 7. — С. 23-25.
Бурба А. А., Чижиков Д. М. Из опыта работы Медногорского МСК по извлечению германия из металлургических пылей и зол энергетических углей // Мат-лы совещания по обмену опытом в области производства германиевого сырья : Сб. — Гиредмет, 1969. — Т. 1.
Чижиков Д. М. Физико-химия и технология сульфооксидных процессов. / Исследование процессов в металлургии цветных и редких металлов. Сб. под редакцией Чижикова Д. М. M.: Наука. 1969. С. 64—71. 
Блохина Л. И., Чижиков Д. М., Гуляницкая З. Ф. Фазовые превращения медно-никелевых сульфидных сплавов // Изв. АН СССР. Металлы : журн. — 1972. — № 1. — С. 82—87.
Чижиков Д. М., Румянцев Ю. В., Гольштейн Т. Б. О кинетике взаимодействия сульфидов железа, меди, свинца и цинка с газами-восстановителями // Доклады АН СССР. 1974. — № 2. — с. 406 — 407; № 7. С. 926.

### Авторские свидетельства (частично)[14][15]
- А. с. № 69628 «Способ получения лёгких металлов». Приоритет 7 сентября 1946. Опубл. в Бюлл. изобретений 30 ноября 1947. (соавт.: Хазанов Е. И.)[16].

- А. с. № 70289 «Способ получения свинца из богатого сульфидно-свинцового концентрата». Приоритет 1 июля 1946. Опубл. в Бюлл. изобретений 31 января 1948.

- А. с. № 73753 «Ректификационная колонна для рафинирования черновых металлов и сплавов». Приоритет 19 апреля 1946. Опубл. в Бюлл. изобретений 31 января 1949.

- А. с. № 127420 «Способ извлечения олова из оловянных концентратов». Приоритет 6 июня 1947 (соавт.: Хазанов Е. Н.)

- А. с. № 524840 «Способ переработки карбидсодержащих отходов тугоплавких металлов». Приоритет 27 ноября 1974. Опубл. в Бюлл. изобретений №30 (45) 15 августа 1976. (соавт.: Трусова B. Г., Хазан А. 3.)[17].